# Skalité
Skalité est un village de Slovaquie situé dans la région de Žilina.

## Histoire
Première mention écrite du village en 1662.

## Démographie

### Évolution de la population
| Année:               | 1994. | 2004.   | 2014.   | 2024.   |
| -------------------- | ----- | ------- | ------- | ------- |
| Nombre de personnes: | 4947  | 5065    | 5247    | 5274    |
| Différence:          |       | +2,38 % | +3,59 % | +0,51 % |

| Année:               | 2023. | 2024.   |
| -------------------- | ----- | ------- |
| Nombre de personnes: | 5261  | 5274    |
| Différence:          |       | +0,24 % |